# Powiatowy Urząd Bezpieczeństwa Publicznego w Prudniku
Powiatowy Urząd Bezpieczeństwa Publicznego w Prudniku (PUBP w Prudniku) – jednostka terenowa Ministerstwa Bezpieczeństwa Publicznego, funkcjonująca na obszarze powiatu prudnickiego w latach 1945–1956.
Do 1950 PUBP w Prudniku podlegał bezpośrednio Wojewódzkiemu Urządowi Bezpieczeństwa Publicznego w Katowicach. Następnie, w latach 1950–1956 podlegał Wojewódzkiemu Urządowi Bezpieczeństwa Publicznego w Opolu. Jego siedziba mieściła się w budynku przy ul. Klasztornej 4 w Prudniku (obecnie Państwowa Inspekcja Sanitarna).
26 lutego 1949 przez funkcjonariuszy Urzędu Bezpieczeństwa w Prudniku zabity został żołnierz Armii Krajowej Józef Pacejkowicz. PUBP w Prudniku zajmowało się sprawą Krajowej Armii Podziemnej.
W 1952 roku rozpoczęto reorganizację powiatowych urzędów bezpieczeństwa. Polegała ona na likwidacji wszystkich referatów i wysłaniu w teren referentów gminnych. W kwietniu 1954 roku MBP przekształcono w Komitet do spraw Bezpieczeństwa Publicznego. W ten sam sposób przemianowano wojewódzkie i powiatowe urzędy bezpieczeństwa. W 1956 roku Urząd został zlikwidowany.

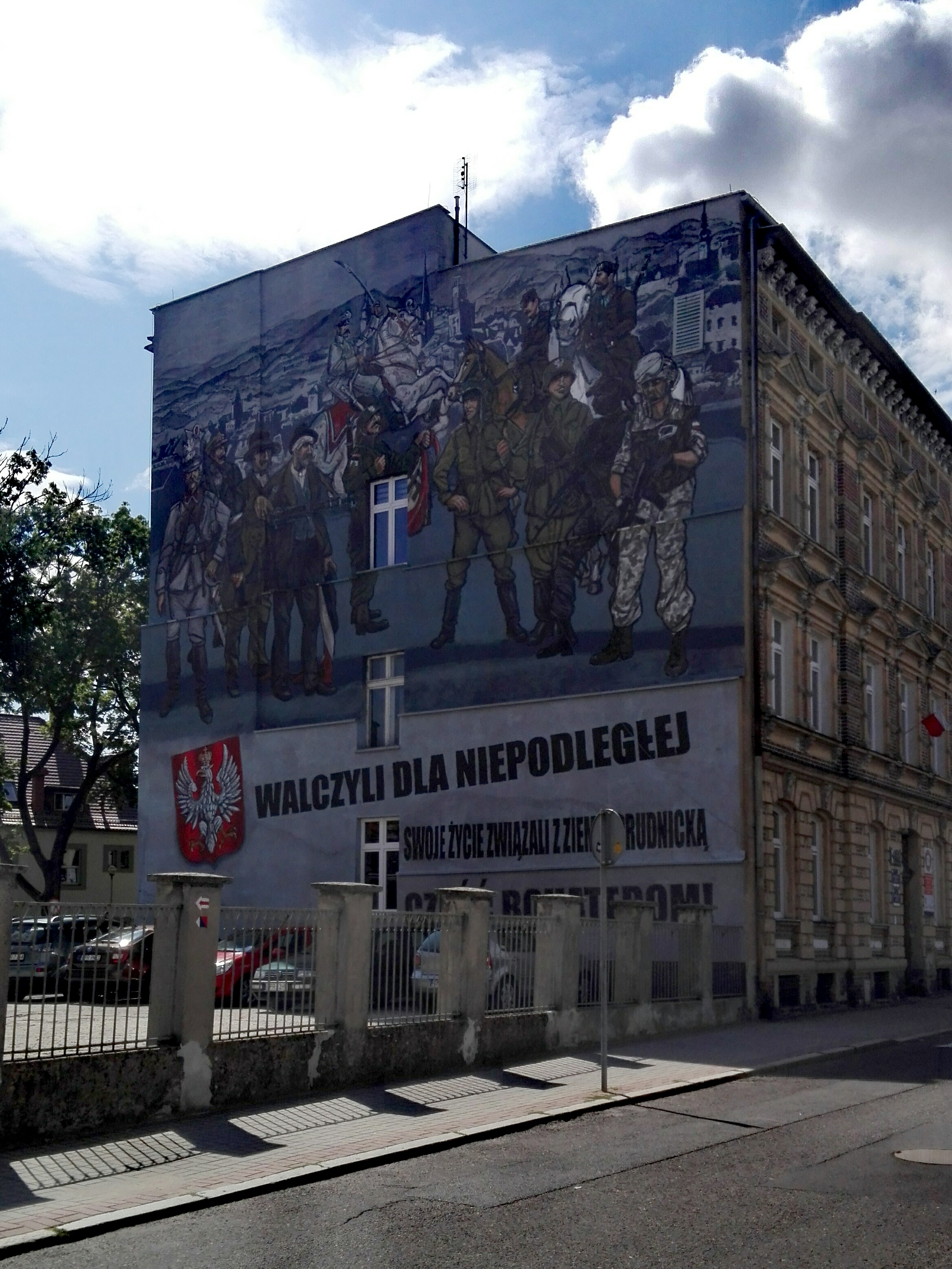
Mural na 100-lecie niepodległości w Prudniku

W 2019 z okazji 100. rocznicy odzyskania przez Polskę niepodległości na ścianie budynku, w którym mieścił się PUBP, powstał mural okolicznościowy autorstwa Rafała Roskowińskiego.

## Kierownictwo urzędu
Obsada stanowisk kierowniczych w PUBP w latach 1945–1956:
Kierownicy:
- por. Ber Rus (11 V 1945–)
- por. Jan Filipek (p.o. 1945–15 II 1947)
- chor./por. Stanisław Mrożek (10 XII 1945–15 VII 1946)
- Serafin Łyczko (1946)
- ppor. Wacław Musiał (15 X 1947–1 XII 1949)
- por. Zdzisław Nosol (15 II 1950–15 I 1951)
- por. Franciszek Oleniak (1951–31 VIII 1954)
- kpt./mjr Stanisław Lisowski (1954–1955)
- por. Henryk Szymczyk (p.o. 1 IX–1 XII 1955 / 1 XII 1955–1956)

Zastępcy kierowników:
- Serafin Łyczko (p.o. 1 V 1946–)
- chor. Zdzisław Nosol (p.o. 1 III–10 XI 1947 / 10 XI 1947–1 VI 1949)
- chor. Władysław Nowacki (p.o. 1 IV 1947–)
- chor. Władysław Pałka (15 III 1950–)
- por. Tadeusz Kubica (1 IX 1951–1952)
- ppor. Józef Czerkawski (15 IX 1952–)
- chor./por. Zbigniew Ciszek (–31 VII 1955)
- por. Henryk Szymczyk (1 IX–1 XII 1955)
- ppor. Stanisław Martyna (1956)